# 贵州省图书馆
贵州省图书馆是位於中華人民共和國貴州省貴陽市的一個圖書館，成立于1937年5月，最初名為贵州省立图书馆。1956年更名為贵州省图书馆，1959年，圖書館由科学路搬遷至北京路。1997年，新館在原址建造。2004年12月18日，新館投入使用。2020年12月31日，位於观山湖区林城东路的北館開館，原有的圖書館作為南館繼續開放。

## 外部連結
- 官方网站